# Johann Meyer (Politiker, 1752)
Johannes Meyer, auch Johann Meyer (* 18. Oktober 1752 in Grünberg; † 11. Januar 1830 ebenda) war ein hessischer Fabrikant und Politiker und Abgeordneter der 2. Kammer der Landstände des Großherzogtums Hessen.
Johann Meyer war der Sohn des Tuchmachermeisters Johann Valentin Meyer und dessen Ehefrau Anna Katharina, geborene Keuder. Meyer, der evangelischen Glaubens war, war Fabrikant in Grünberg und heiratete dort am 10. Oktober 1777 Elisabetha Katharina geborene Hartmann.
Von 1820 bis 1824 gehörte er der Zweiten Kammer der Landstände an. Er wurde für den Wahlbezirk Oberhessen 8/Grünberg gewählt.